# Joseph Bertrand
Joseph-Louis-François Bertrand (11. březen 1822, Paříž – 5. duben 1900, Paříž) byl francouzský matematik, který aplikoval diferenciální rovnice do analytické mechaniky, zejména do termodynamiky. Známé jsou i jeho práce o statistické pravděpodobnosti, o teorii křivek a ploch. Také jeho pravděpodobnostní analýzy teorie trhu a monopolu jsou stále živé.

## Život
Byl synovcem matematika Jean-Marie-Constant Duhamela a též příbuzným s matematiky Paulem Appellem, Émilem Borelem, Charlesem Hermitem a Émilem Picardem.
Již roku 1833, v 11 letech, získal svolení navštěvovat přednášky na École polytechnique. Absolvoval zde v roce 1839 a získal doktorát v termodynamice. Pokračoval na École nationale supérieure des mines a současně učil na College Louis je Grand. (Později také na École normale supérieure, École polytechnique a na Collège de France).
Roku 1842 byl vážně zraněn při železničním neštěstí na trati Versailles–Paříž, ale přežil. V revolučním roce 1848 byl kapitánem Národní gardy. Když roku 1870 vypukla prusko-francouzská válka a pruská vojska obklíčila Paříž, Bertrand se účastnil obrany města. Během Pařížské komuny roku 1871 byla École polytechnique přemístěna do Tours, avšak během revolučních bojů mu v Paříži shořel dům, přičemž bylo zničeno i mnoho rukopisů připravených k tisku.
V roce 1889 jeho studium nekonečné analýzy vyvrcholilo prací Calcul des probabilités (Počet pravděpodobnosti), kde představil problém známý jako Bertrandův paradox týkající se pravděpodobnosti, že náhodná tětiva kruhu bude kratší než strana vepsaného rovnostranného trojúhelníka. V ekonomii se Bertrandovým paradoxem míní paradox tvorby cen na trhu při dokonalé pružnosti a informovanosti. Bertrandova věta se týká potenciálů dostředivých sil v mechanice. Jeho jméno nesou též tzv. Bertrandovy křivky v diferenciální geometrii.
Byl autorem několika matematických učebnic a knih o dějinách matematiky a přírodních věd. Byl též redaktorem Journal des Savants (1865-1900), kam přispěl mnoha popularizujícími články o historii vědy. V roce 1856 byl zvolen do Francouzské akademie věd, kde od roku 1874 až do smrti zastával funkci stálého tajemníka (secrétaire pérpetuel). V roce 1884 se stal rovněž členem literární Francouzské akademie.